# Marj Akhdar Gharbi
Marj Akhdar Gharbi Mshemshan (tiếng Ả Rập: المرج الأخضر الغربي مشمشان) là một ngôi làng Syria nằm ở Jisr al-Shughur Nahiyah ở huyện Jisr al-Shughur, Idlib. Theo Cục Thống kê Trung ương Syria (CBS), Marj Akhdar Gharbi có dân số 3464 trong cuộc điều tra dân số năm 2004.